# Championnat du Danemark de football 1952-1953
Navigation
Saison précédente Saison suivante
La saison 1952-1953 du Championnat du Danemark de football était la quarantième édition du championnat de première division au Danemark. Les dix meilleurs clubs du pays sont regroupés au sein d'un poule unique où chaque formation rencontre tous ses adversaires deux fois, à domicile et à l'extérieur. Le club classé dernier est relégué en deuxième division et remplacé par le champion de la division inférieure.
C'est le KB Copenhague, promu de deuxième division, qui remporte la compétition en terminant en tête de la poule. C'est le douzième titre de champion du Danemark de l'histoire du club.

## Les dix clubs participants
| - Skovshoved IF - B 93 Copenhague - BK Frem Copenhague - Boldklubben 1903 - Akademisk Boldklub | - OB Odense - KB Copenhague - Promu de D2 - Esbjerg fB - Køge BK - B 1909 Odense |

## Compétition

### Classement
Le barème utilisé pour établir le classement est le suivant :
- Victoire : 2 points
- Match nul : 1 point
- Défaite : 0 point

| Rang | Équipe                 | Pts | J  | G  | N | P  | Bp | Bc | Diff |
| ---- | ---------------------- | --- | -- | -- | - | -- | -- | -- | ---- |
| 1    | KB Copenhague (P)      | 30  | 18 | 14 | 2 | 2  | 43 | 25 | +18  |
| 2    | Skovshoved IF          | 23  | 18 | 9  | 5 | 4  | 38 | 24 | +14  |
| 3    | OB Odense              | 21  | 18 | 7  | 7 | 4  | 40 | 29 | +11  |
| 4    | Akademisk Boldklub (T) | 20  | 18 | 8  | 4 | 6  | 38 | 38 | 0    |
| 5    | Køge BK                | 18  | 18 | 7  | 4 | 7  | 51 | 43 | +8   |
| 6    | B 93 Copenhague        | 17  | 18 | 7  | 3 | 8  | 30 | 32 | -2   |
| 7    | Esbjerg fB             | 15  | 18 | 6  | 3 | 9  | 32 | 37 | -5   |
| 8    | BK Frem Copenhague     | 15  | 18 | 6  | 3 | 9  | 25 | 36 | -11  |
| 9    | Boldklubben 1903       | 12  | 18 | 6  | 0 | 12 | 26 | 41 | -15  |
| 10   | B 1909 Odense          | 9   | 18 | 2  | 5 | 11 | 27 | 45 | -18  |

|  | Champion du Danemark 1952-1953                         |
|  | Relégation en deuxième division                        |
|  | (T) : Tenant du titre (P) : Promu de deuxième division |

### Matchs
| Résultats (▼dom., ►ext.) | AB  | B93 | 1903 | 1909 | Esbj | Frem | KB  | Køge | OB  | Skov |
| Akademisk Boldklub       |     | 1-2 | 3-0  | 4-4  | 2-4  | 3-2  | 1-4 | 4-3  | 1-1 | 3-1  |
| B 93 Copenhague          | 2-2 |     | 4-1  | 3-2  | 3-0  | 0-3  | 2-5 | 2-2  | 3-1 | 1-1  |
| Boldklubben 1903         | 1-2 | 2-0 |      | 0-2  | 1-2  | 1-0  | 2-3 | 4-2  | 2-3 | 1-2  |
| B 1909 Odense            | 2-1 | 0-3 | 2-3  |      | 1-2  | 0-1  | 0-1 | 2-2  | 1-4 | 1-1  |
| Esbjerg fB               | 3-3 | 2-1 | 2-3  | 2-1  |      | 1-2  | 1-2 | 4-0  | 1-1 | 1-1  |
| BK Frem Copenhague       | 1-2 | 1-0 | 1-2  | 2-2  | 2-1  |      | 0-2 | 2-2  | 1-1 | 4-1  |
| KB Copenhague            | 3-1 | 2-0 | 2-0  | 5-3  | 4-2  | 1-0  |     | 2-0  | 3-3 | 3-1  |
| Køge BK                  | 3-1 | 1-3 | 7-3  | 5-2  | 5-3  | 3-0  | 7-0 |      | 3-2 | 1-2  |
| OB Odense                | 1-2 | 2-1 | 3-0  | 2-2  | 3-0  | 8-2  | 1-1 | 3-1  |     | 1-1  |
| Skovshoved IF            | 1-2 | 4-0 | 1-0  | 4-0  | 2-1  | 6-1  | 1-0 | 4-4  | 4-0 |      |

## Bilan de la saison
| Tableau d'Honneur                   |               |
| Compétition                         | Vainqueur     |
| Championnat du Danemark de football | KB Copenhague |

| Promotion et relégation      |               |
| Relégué en deuxième division | B 1909 Odense |
| Promu en Meistersbaksserien  | AGF Aarhus    |